# La Forêt-le-Roi
La Forêt-le-Roi ist eine französische Gemeinde mit 493 Einwohnern (Stand: 1. Januar 2022) im Département Essonne in der Region Île-de-France; sie gehört zum Arrondissement Étampes und zum Kanton Dourdan. Die Einwohner heißen Forestains.

## Geographie
La Forêt-le-Roi liegt etwa 47 Kilometer südsüdwestlich von Paris. Umgeben wird La Forêt-le-Roi von den Nachbargemeinden Roinville im Norden, Boissy-le-Sec im Osten, Boutervilliers im Süden, Richarville im Westen sowie Les Granges-le-Roi im Nordwesten.

## Bevölkerungsentwicklung
| Jahr                      | 1962 | 1968 | 1975 | 1982 | 1990 | 1999 | 2006 | 2012 |
| Einwohner                 | 230  | 218  | 264  | 330  | 338  | 357  | 444  | 499  |
| Quelle: Cassini und INSEE |      |      |      |      |      |      |      |      |

## Sehenswürdigkeiten
- Kirche Saint-Nicolas und Saint-Blaise

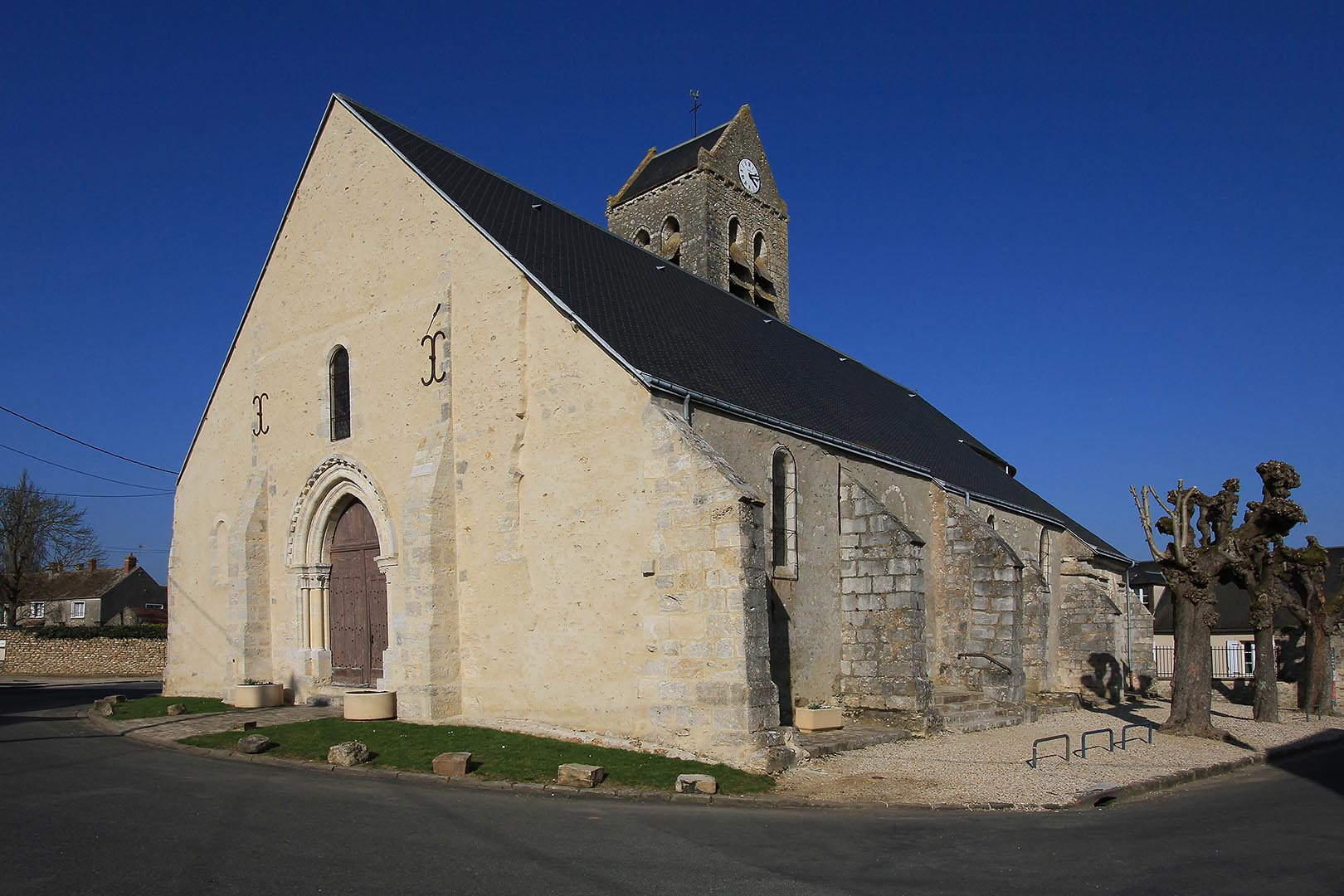
Kirche Saint-Nicolas und Saint-Blaise